# Blé d'hiver

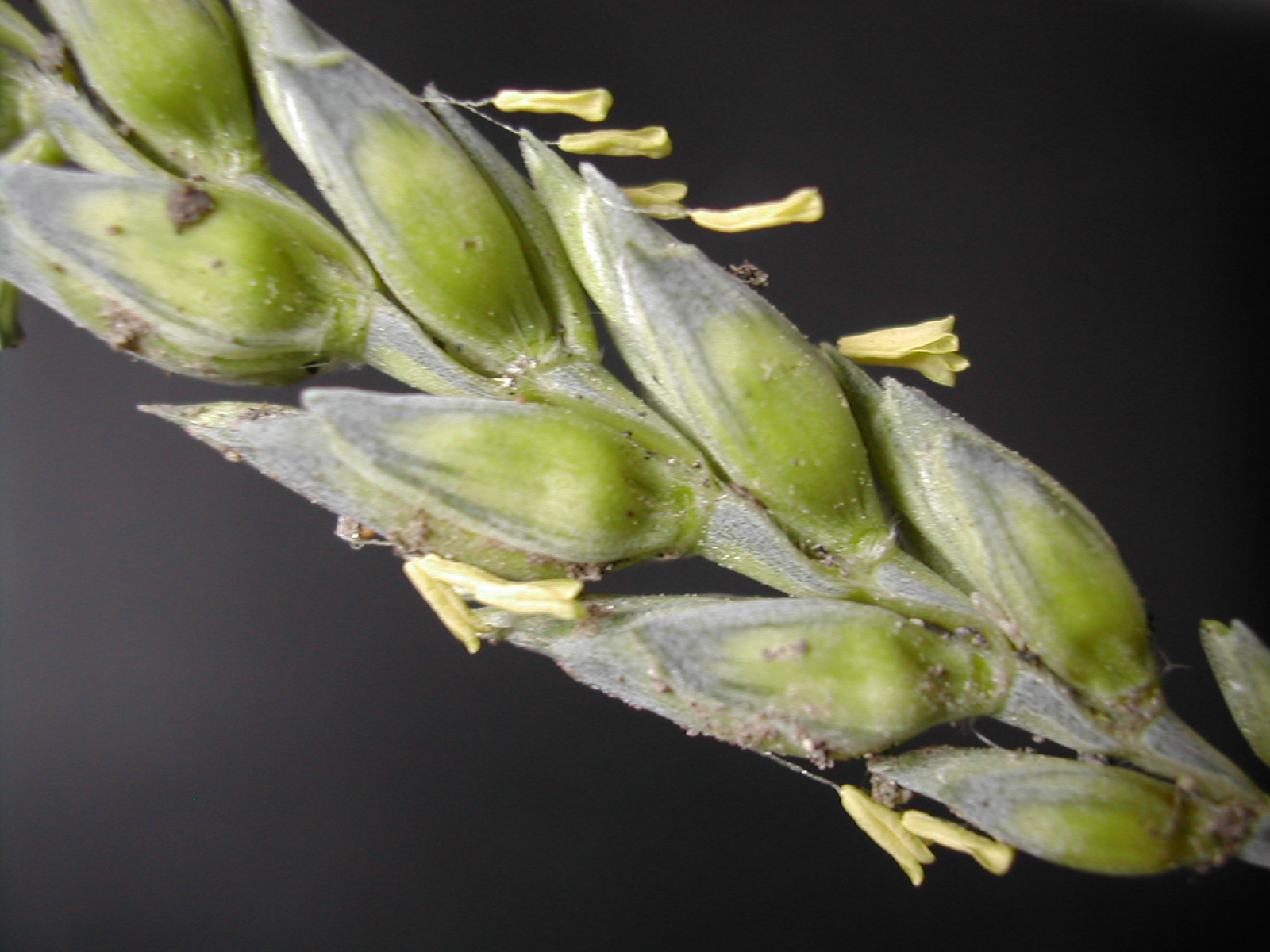
Épi de blé d'hiver.

Un  « blé d'hiver »  ou «blé d'automne» est un blé semé en automne pour germer et former en jeunes plants qui restent en phase végétative pendant l'hiver, avant de renouer avec la croissance au début du printemps. Il s'agit généralement de Triticum aestivum.
La classification en blé d'hiver ou blé de printemps est commune et se réfère traditionnellement à la période pendant laquelle la plante est cultivée dans l'hémisphère Nord. Pour le blé d'hiver, le stade physiologique de la montaison est retardé jusqu'à ce que la plante subisse la vernalisation, période de 30 à 60 jours de températures hivernales froides (0° à 5 °C).
Le blé d'hiver est généralement planté de septembre à novembre dans l'hémisphère Nord et récolté en été ou au début de l'automne de l'année suivante. Dans certains endroits (par exemple au Chili), le blé d'hiver célèbre même un « anniversaire », ce qui signifie qu'il est récolté plus d'un an après le semis. Le blé d'hiver fournit habituellement des rendements plus élevés que le blé de printemps.
Les variétés de blé dites « facultatives » nécessitent de courtes périodes de vernalisation (15 à 30 jours) et des températures de 3 à 15 °C. Dans de nombreuses régions, des variétés facultatives peuvent être cultivées soit comme blé d'hiver soit comme blé de printemps, selon l'époque du semis.
Dans les régions qui connaissent des hivers doux, comme l'Asie méridionale (Inde, Pakistan, Népal, Bangladesh), l'Afrique du Nord, le Moyen-Orient et à des latitudes plus basses (par exemple Sonora au Mexique), le blé de printemps (ne nécessitant pas une période de vernalisation) est également semé à l'automne (novembre / décembre) et récolté l'année suivante à la fin du printemps (avril - mai). Ce "blé de printemps", semé en automne et poussant pendant tout l'hiver, est parfois appelé improprement « blé d'hiver ». Il diffère du véritable blé de printemps de russie, Ukraine, Canada et du nord des États-Unis.
Les blés durs d'hiver ont une teneur en protéines de gluten plus élevée que les autres blés. Ils sont utilisés pour faire de la farine destinée à la fabrication du pain au levain, ou sont mélangés avec les blés tendres de printemps pour produire une farine à tout faire, utilisée dans une grande variété de produits de boulangerie. Le blé tendre pur est utilisé pour faire de la farine pour la pâtisserie. Le blé dur (Triticum turgidum subsp. durum) est principalement utilisé pour la fabrication de pâtes alimentaires. La quasi-totalité du blé dur cultivé en Amérique du Nord est semé au printemps.
Le blé d'hiver est cultivé dans toute l'Europe, en Amérique du Nord et en Sibérie.

## États-Unis
Le blé d'hiver a été introduit au Kansas par les Mennonites russo-allemands au XIXe siècle. 
Bernhard Warkentin et Mark Alfred Carleton ont joué un rôle majeur dans la propagation du blé d'hiver comme culture commerciale. Bernard Warkentin, Mennonite né en Crimée, a mis en place des minoteries dans le centre du Kansas et importé des semences en provenance d'Ukraine pour répondre à la demande croissante. Mark Carleton, botaniste et phytopathologiste, a travaillé pour le département de l'Agriculture des États-Unis (USDA) comme prospecteur de plantes cultivées. Il est allé en Russie à la recherche d'autres variétés de blé et a collaboré avec des chercheurs de l'université d'État du Kansas pour en créer de nouvelles. La production de blé d'hiver s'est propagée rapidement dans les Grandes Plaines, et ce blé était cultivé le plus souvent, comme c'est encore le cas, en utilisant les techniques de l'aridoculture (dry farming).

## Autres blés d'hiver

### Blé Auguste Tézier
C'est à Auguste Tézier, un grainetier originaire de Valence auquel il a donné son nom, que l'on doit ce blé qu’il a mis au point par fécondation manuelle au début du XXe siècle. C'est l'une des premières variétés dites modernes.

Le blé Auguste Tézier est un blé ferme sur paille, résistant aux maladies issu d'un croisement avec une variété de blé italien Ardito. 